# Вержболович, Андрей Андреевич
Андрей Андреевич Вержболович (1865 — ?) — русский военный  деятель,  полковник. Герой Первой мировой войны.

## Биография
В службу вступил в 1887 году после окончания Минской духовной семинарии. В 1891 году после окончания  Казанского военного училища по I разряду  произведён  в подпоручики и выпущен в Екатеринославский 1-й лейб-гренадерский полк.
В 1895 году произведён в поручики, в 1900 году в штабс-капитаны, в 1903 году в капитаны — ротный командир, в 1912 году произведён в подполковники — батальонный командир Екатеринославского 1-го лейб-гренадерского полка. 

С 1914 года участник Первой мировой войны во главе сводного отряда, был неоднократно ранен в боях. Высочайшим приказом от 5 мая 1915 года за храбрость награждён Георгиевским оружием: 
За то, что 9-го октября 1914 года будучи начальником отряда из пяти батальонов пехоты, после трёхдневного упорного боя, рядом повторных атак захватил д. Клекоты и удержал за собой
В 1915 году за боевые отличия произведён в полковники, с 1916 года назначен командиром Ростовского 2-го гренадерского полка. С 1917 года из-за болезни назначен в резерв чинов при штабе Московского военного округа.

## Награды
- Орден Святой Анны 3-й степени с мечами и бантом (ВП 1910; ВП 03.04.1917)
- Орден Святого Станислава 2-й степени  (ВП 05.02.1913)
- Орден Святой Анны 2-й степени с мечами (ВП 09.11.1914)
- Орден Святого Владимира 4-й степени с мечами и бантом (ВП 26.02.1915)
- Георгиевское оружие (ВП 05.05.1915)
- Орден Святого Владимира 3-й степени с мечами  (ВП 05.10.1917)